# Numero di Fresnel
Il numero di Fresnel F, che prende il nome dal fisico Augustin-Jean Fresnel, è un numero adimensionale che viene utilizzato nell'ottica, specialmente nell'ambito della teoria della diffrazione.

## Definizione matematica
Nel caso di un'onda elettromagnetica che passa attraverso un'apertura e che colpisce una parete, il numero di Fresnel è definito come:
{\displaystyle F={\frac {a^{2}}{L\lambda }}}
dove:
- {\displaystyle \lambda } è la lunghezza d'onda;
- {\displaystyle a} è la grandezza caratteristica dell'apertura (ad esempio il raggio);
- {\displaystyle L} è la distanza tra la parete e l'apertura.

## Interpretazione fisica
Concettualmente esso corrisponde al numero di zone a "mezzo periodo" nell'ampiezza complessa dell'onda elettromagnetica, contato dal centro dell'apertura al bordo, come visto dall'osservatore posto al centro della parete, in modo che la variazione di fase sia pari a
{\displaystyle \pi } muovendosi da una zona di mezzo periodo all'altra.
Il numero di Fresnel stabilisce un criterio grossolano per definire le approssimazioni di campo vicino e lontano.
Essenzialmente, se il numero di Fresnel è piccolo - più piccolo di circa 1 - il fascio ottico è detto essere nel regime di 
"campo lontano". Invece se il numero di Fresnel è più grande di 1, il fascio ottico è detto essere nel regime di "campo vicino". Tuttavia questo criterio non dipende da nessuna misura delle proprietà dell'onda elettromagnetica nel punto di osservazione.
Un criterio ragionevole consiste nella misura della forma del fronte d'onda per un sistema ottico ideale, ovvero libero da qualsiasi aberrazione. In questo caso il fronte d'onda è piano nella posizione dell'apertura quando il fascio ottico è collimato, oppure è piano nella posizione focale quando il fascio ottico è convergente/divergente.
Specificamente, entro una certa distanza dall'apertura o dal fuoco - il campo vicino - la quantità di curvatura del fronte d'onda è piccola. Al di là di questa distanza -  il campo lontano - tale quantità diventa grande.
In accordo con il manuale per utenti di Zemax, la corretta approssimazione nel campo vicino è la propagazione spettrale angolare. Quest'approssimazione è adatta quando nella posizione di osservazione la distanza dall'apertura è dello stesso ordine dell'apertura. Questo regime di propagazione verifica la condizione {\displaystyle \ F\gg 1}
L'approssimazione corretta per la propagazione nel campo lontano è la propagazione di Fresnel. 
Quest'approssimazione è adatta quando nella posizione di osservazione la distanza dall'apertura è maggiore dell'apertura.
Questo regime di propagazione verifica la condizione {\displaystyle \ F\sim 1}
Infine, una volta che nella posizione di osservazione la distanza dall'apertura è molto maggiore dell'apertura, 
la propagazione di Fraunhofer risulta l'approssimazione migliore. In questo caso la condizione verificata è {\displaystyle \ F\ll 1}